# Chahār Melān
Chahār Melān (persiska: چهار ملان) är en ort i Iran.   Den ligger i provinsen Kermanshah, i den nordvästra delen av landet, 400 km väster om huvudstaden Teheran. Chahār Melān ligger 1 772 meter över havet och antalet invånare är 102.
Terrängen runt Chahār Melān är huvudsakligen kuperad, men åt nordost är den platt.Runt Chahār Melān är det ganska tätbefolkat, med 60 invånare per kvadratkilometer. Närmaste större samhälle är Kīvanān, 12,1 km väster om Chahār Melān. Trakten runt Chahār Melān består i huvudsak av gräsmarker.